# Almussafes
Almussafes – gmina w Hiszpanii, w prowincji Walencja, we wspólnocie autonomicznej Walencja, o powierzchni 10,77 km². W 2011 roku liczyła 8523 mieszkańców.